# صموئيل إتش بيل
صموئيل إتش بيل (بالإنجليزية: Samuel H. Bell)‏ هو قاضي ومحامي أمريكي، ولد في 31 ديسمبر 1925 في روتشستر في الولايات المتحدة، وتوفي في 23 ديسمبر 2010 في آكرون في الولايات المتحدة.